# Epitheria
Epitheria è un clade comprendente tutti i mammiferi euteri, ad eccezione degli Xenarthra. Sono caratterizzati principalmente dalla presenza di una staffa a forma di staffa nell'orecchio medio, che permette il passaggio di un vaso sanguigno. Questa struttura è in contrasto con la staffa a forma di colonna dei marsupiali, dei monotremi e degli xenartri. Sono caratterizzati anche dalla presenza di una fibula  più corta della tibia.
La monofilia degli Epitheria ha subito dei cambiamenti in seguito a studi filogenetici molecolari (Springer et al., 2004), ma Kriegs et al., 2006 e Svartman et al. 2006 hanno registrato la presenza del clade sulla base della forma della posizione dei retrotrasposoni di tutti i suoi membri.
Gli Epitheria apparvero nella prima parte del Cretaceo superiore. Prima della fine dell'era mesozoica erano già apparse forme ancestrali della maggior parte degli ordini viventi (come per esempio gli ungulati e gli insettivori). Dopo l'estinzione dei dinosauri non-aviari (agli inizi del Paleocene), esplose la diversità degli epiteri ed alla fine dell'Eocene erano già apparsi tutti gli ordini viventi di quest'infraclasse. Gli epiteri sono uno dei gruppi animali di maggior successo.